# Castel Bolognese
Castel Bolognese is een gemeente in de Italiaanse provincie Ravenna (regio Emilia-Romagna) en telt 8659 inwoners (31-12-2004). De oppervlakte bedraagt 32,3 km², de bevolkingsdichtheid is 257 inwoners per km².

## Demografie
Castel Bolognese telt ongeveer 3518 huishoudens. Het aantal inwoners steeg in de periode 1991-2001 met 4,1% volgens cijfers uit de tienjaarlijkse volkstellingen van ISTAT.
| Jaar | Inwoneraantal |
| ---- | ------------- |
| 1991 | 7891          |
| 2001 | 8212          |

## Geografie
De gemeente ligt op ongeveer 32 m boven zeeniveau.
Castel Bolognese grenst aan de volgende gemeenten: Faenza, Imola (BO), Riolo Terme, Solarolo.